# Josef Bartončík
Josef Bartončík (Pozlovice u Luhačovic, 18 de marzo de 1943-29 de agosto de 2024) fue un político checo y checoslovaco, miembro del Partido Popular Checoslovaco (ČSL, actual Unión Cristiana y Demócrata-Partido Popular Checoslovaco, KDU-ČSL), miembro de la Cámara del Pueblo de la Asamblea Federal de Checoslovaquia para la normalización y principios de la década de 1990. En los años 1989-1990 fue presidente del ČSL. Abandonó la política tras las acusaciones de colaboración con la Státní bezpečnost (StB) Seguridad del Estado, que se publicaron en el momento de las elecciones de 1990. Trabaja como abogado en Brno.

## Estudios
Después de formarse como electricista y aprobar con éxito los exámenes de fin de estudios, completó sus estudios en la Facultad de Derecho de la entonces Universidad de Brno (actual Universidad Masaryk) a finales de la década de 1960 y principios de la de 1970, y se graduó con un doctorado.

## Carrera política

### Miembro del Partido Popular Checoslovaco
Desde 1964 fue miembro del Partido Popular Checoslovaco. Fue secretario en jefe de la CSL en la Región de Moravia del Sur (1982-1989) y miembro del Comité Central del ČSL (1982-1992).
Después de las elecciones de 1981, obtuvo un escaño en la Cámara del Pueblo (distrito electoral núm. 101 - Kroměříž-Gottwaldov, Región de Moravia del Sur). No asumió el escaño hasta marzo de 1982, después de las elecciones parciales, tras la muerte del diputado Josef Plojhar. Defendió su escaño en las elecciones de 1986 (distrito de Kroměříž-Gottwald). Permaneció en la Asamblea Federal incluso después de la Revolución de Terciopelo. Y fue elegido miembro de la Cámara del Pueblo por la República Socialista Checoslovaca en las elecciones libres de 1990. Conservó su escaño en el parlamento federal hasta el final de su mandato, es decir, hasta las elecciones de 1992.
Al mismo tiempo que fue elegido miembro de la Asamblea Federal, su pasaporte diplomático fue confiscado siendo el único diputado de la época bajo sospecha de actividad antiestatal. Durante la década de 1980, se convirtió en representante de la llamada corriente de reactivación de la oposición dentro de la República Socialista Checoslovaca, que promovió una política más segura del Partido Popular, menos dependiente del Partido Comunista de Checoslovaquia (KSČ). Josef Bartončík fue el único diputado que se abstuvo de votar sobre la Ley Baton a principios de 1989, atrayendo así la atención de los sectores de oposición de la población.
Su carrera política culminó después de la Revolución de Terciopelo, cuando fue brevemente presidente de la Cámara del Pueblo de la Asamblea Federal y se convirtió en presidente del Partido Popular Checoslovaco. El 26 de noviembre de 1989 dimitió la dirección del partido. Inmediatamente comenzó a dar pasos hacia un perfil más claro de la República Socialista Checoslovaca en la naciente escena política democrática. En la reunión de diciembre, el Comité Central del CSL hizo hincapié en la necesidad de volver a las raíces ideológicas socialcristianas, abogó por el lanzamiento de una campaña electoral y se ordenó a los diputados del Partido Popular en el Consejo Nacional Checo (CNR) que impulsaran la abolición de la ley del aborto. En abril de 1990, durante la presidencia de Bartončík (fue confirmado en el cargo en abril de 1990 por el V Congreso de la República Socialista Checoslovaca), se creó la Unión Cristiana y Democrática como una plataforma más amplia de corrientes políticas cristianas.

## Asunto Bartončík
Sin embargo, la carrera política de Bartončík pronto se vio interrumpida por un romance con su supuesto pasado. Justo antes de las elecciones de mediados de 1990 (en la moratoria preelectoral), Bartončík fue acusado por el viceministro del Interior de la República Federal Checa y Eslovaca, en nombre del ODS, Jan Ruml, de cooperación previa con la Seguridad del Estado (StB) bajo el régimen comunista. Este escándalo probablemente dañó gravemente al Partido Popular en las elecciones. Ruml sintió que estaba mal e injusto, pero por otro lado más tarde admitió que la acusación podría ser cierta, aunque el propio Bartončík negó sistemáticamente la acusación y continúa haciéndolo hasta el día de hoy. El partido finalmente revocó su presidencia hasta que se resolviera la cuestión de su cooperación con el StB.
En septiembre de 1990, se celebró un congreso extraordinario del CSL en Žďár nad Sázavou, donde se eligió un nuevo liderazgo. Josef Bartončík se postuló nuevamente para él como presidente, pero sin éxito. Sin embargo, se convirtió en miembro del Comité Central de la República Socialista Checoslovaca. Josef Lux fue elegido presidente. En las discusiones en la Asamblea Federal el 17 de noviembre, la Comisión especificó algunas pruebas de que Bartončík era un agente del StB, pero esto se debió a la naturaleza del testimonio de los agentes del StB y no a las pruebas materiales reales. De facto, el caso de la cooperación de Bartončík con el StB no se ha cerrado satisfactoriamente hasta la fecha.
En los meses siguientes, Josef Bartončík fue acusado de servir de manera muy consistente al régimen comunista durante la normalización y de perseguir duramente a algunos miembros activos del partido leales a la filosofía política checoslovaca. Principalmente Augustin Navrátil, cuya expulsión y persecución hizo cumplir, y cuyas actividades en apoyo de la Iglesia católica y la  libertad de religión entre los miembros del partido saboteó sistemáticamente.
En el congreso del Partido Popular en 1992, Lux rechazó la rehabilitación de Bartončík alegando que la comisión había demostrado claramente el 17 de noviembre que era un agente del StB. Luego, Bartončík abandonó el partido junto con 60 seguidores y fundó un nuevo partido, la Unión Social Cristiana, donde fue elegido presidente honorario. Sin embargo, este partido no ganó una influencia significativa.
Bartončík está ayudando a sus hijos en un bufete de abogados en Brno y no ha estado involucrado en política durante mucho tiempo.